# Craptignapa delicata
Craptignapa delicata là một loài bướm đêm trong họ Noctuidae.